# Agustín Pantoja
Agustín Pantoja Martín (Sevilla; 12 de julio de 1964), más conocido artísticamente como Agustín Pantoja, es un cantante español de pop melódico, hermano de la también cantante Isabel Pantoja y primo de Chiquetete y Sylvia Pantoja. Su carrera musical comenzó en la década de los 80's y alcanzó el éxito en 1986 y 1987 con las canciones «Te esperaré» y «Contra el viento» como números uno de Los 40 Principales. En 1997, decidió retirarse de la música.

## Biografía
Nació en Sevilla el 12 de julio de 1964, hijo de Juan Pantoja Cortés (1922-16 de julio de 1974), cantante, y de Ana María Martín Villegas (22 de mayo de 1931-29 de septiembre de 2021), ama de casa y exbailaora flamenca en las compañías de Pepe Pinto y Juanita Reina. Menor de cuatro hermanos, comenzó su carrera musical en los años ochenta, animado por el éxito de su hermana Isabel. Paco Cepero compuso su primer disco, Piel Canela, obteniendo un notable éxito, y al que siguieron otros firmados por el mismo guitarrista y compositor andaluz. Canciones como "Príncipe azul", "Amores normales" o "Te esperaré" lo convirtieron en uno de los solistas más populares del momento.
En la segunda mitad de los ochenta, compaginó sus giras en solitario con actuaciones junto a su hermana Isabel Pantoja, con quien grabó el villancico "Tú serás mi Navidad", compuesto por Juan Gabriel. Agustín colaboró en diversas ocasiones con el compositor mexicano, quien compuso para él diversas canciones y produjo algunos de sus discos. Su voz melodiosa y ligeramente aflamencada gustó especialmente en Latinoamérica, donde sus discos y sus giras tuvieron una buena acogida.
A finales de los noventa, y tras la publicación del que es su último disco hasta el momento, Mira cómo es, se fue alejando paulatinamente de los escenarios. En la actualidad apenas realiza apariciones públicas, aunque acompaña a su hermana Isabel como representante en algunos de sus conciertos y desplazamientos.

## Discografía

### Álbumes
- Piel canela (1983)
- Señora de lujo (1985)
- Amores normales (1986)
- Por ti (1987)
- Un hombre de este tiempo (1988)
- Agustín Pantoja (1992)
- Mi más bello error (1994)
- Mira como es (1997)

### Sencillos
- Tú serás mi Navidad (con Isabel Pantoja) (1987)
- Príncipe Azul (1983)
- Si no la tengo (1997)